# Karl Felix Wolff
Karl Felix Wolff (italienisch auch Carlo Felice Wolff, * 21. Mai 1879 in Karlovac; † 25. November 1966 in Bozen, Südtirol) war ein autodidaktischer Südtiroler Volkskundler.

## Leben
Wolff wurde als Sohn eines österreichischen Offiziers und einer Mutter, die aus dem Nonstal stammte, in Kroatien geboren. Wegen der im Nonstal gesprochenen romanischen Sprache wird Wolff gelegentlich auch als Sohn einer Ladinerin vorgestellt. Wolff hatte keine staatliche Schulausbildung, sondern wurde von seinem Vater erzogen. Von Beruf war er Journalist.
Ab 1881 lebte er bis zu seinem Tod 1966 in Bozen.
Politisch stand Wolff lange den Alldeutschen nahe und veröffentlichte in den Alldeutschen Blättern. In der Auseinandersetzung mit dem italienischen Irredentismus lehnte er einen Anschluss des italienischen Landesteils Tirols (Trentino) an Italien ab und arbeitete in diesem Sinne in der radikal deutschnationalen Zeitschrift Tiroler Wehr, aus der er sich allerdings zurückzog, als deren Artikel gegen Italien ihm zu heftig wurden. 1908 vertrat er in Bezug auf das Trentino die Ansicht, es sei „durchaus berechtigt, wenn man von den deutschen Touristen erwartet, sie würden jene Gasthäuser bevorzugen, welche deutschfreundlich gesinnten Ladinern gehören“. Schon früh und längere Zeit beschäftigte er sich mit Rassenlehre und publizierte hierzu in der von Gustav Kossinna herausgegebenen Reihe der Mannus-Bibliothek 1927 die Monographie Rassenlehre. Neue Gedanken zur Anthropologie, Politik, Wirtschaft, Volkspflege und Ethik. Bis 1932 veröffentlichte er auch Artikel in der Zeitschrift Mannus, wurde aber mit dem Aufkommen des Nationalsozialismus von dort wegen seiner zu „pazifistischen“ Haltung verdrängt.
In der Zeit der nationalsozialistischen Besetzung Südtirols leitete Wolff 1943/45 das Referat „Volkstumsforschung“ im Auftrag des in Bozen stationierten Obersten Kommissariats. Auch publizierte er im NS-Blatt Bozner Tagblatt.

## Ehrungen
1957 wurde er Ehrenmitglied der Universität Innsbruck und 1960 erhielt er als erster den Walther-von-der-Vogelweide-Preis des Südtiroler Kulturinstituts. Im Bozener Stadtteil Rentsch ist eine Schule nach ihm benannt.

## Bedeutung
Als Volkskundler war Wolff mangels einer ordentlichen Schulausbildung Autodidakt, weshalb schon zu seinen Lebzeiten seine Werke von der Zunft kritisch beäugt wurden.
Sein bleibendes Verdienst ist, noch vor dem Ersten Weltkrieg ladinische Sagen gesammelt und veröffentlicht zu haben, die, wie Wolff selbst bitter feststellen musste, schon wenige Jahre später für immer vergessen gewesen wären oder nicht mehr vervollständigt werden konnten, weil es keine Gewährsleute mehr gab. Wolff konzentrierte sich auf Sagen, die ihm typisch für Ladinien erschienen, während er jene ladinische Sagen, die auch anderswo ähnlich erzählt wurden, weitestgehend nicht beachtete. Insgesamt hat Wolff das Material zu Südtiroler Sagen wesentlich bereichert.
Auf Kritik –  so bei Ulrike Kindl – stößt seither seine Vorgehensweise, das vorgefundene Sagenmaterial zu „rekonstruieren“, wenn es ihm widersprüchlich und lückenhaft erschien. Die Wissenschaft steht damit vor der Aufgabe, solche subjektiven Bearbeitungen wieder rückgängig zu machen.

## Werk
- Monographie der Dolomitenstraße und des von ihr durchzogenen Gebiets. Ein Handbuch für Dolomitenfahrer mit touristischen, geschichtlichen und wissenschaftlichen Erläuterungen. Bozen 1908.
- Dolomitensagen. Sagen und Überlieferungen, Märchen und Erzählungen der ladinischen und deutschen Dolomitenbewohner. Mit zwei Exkursen Berner Klause und Gardasee. Unveränderter Nachdruck der 1989 in der Verlagsanstalt Tyrolia erschienenen sechzehnten Auflage. Verlagsanstalt Athesia Bozen 2003 [1913], ISBN 88-8266-216-0 (Südtiroler Sagen; eingeschränkte Vorschau in der Google-Buchsuche).
- Führer durch Bozen-Gries: unter besonderer Berücksichtigung der vier neuen Bergbahnen und der großen Dolomitenstraße. Selbstverlag, Bozen 1909 (Digitalisat).
- Bozen-Gries und Umgebung. Praktischer Reiseführer (Grieben Reiseführer 50). 4. Auflage. Berlin: Goldschmidt 1913.